# Ioan Kunst-Ghermănescu
Ioan „Gioni” Kunst-Ghermănescu (n. 11 mai 1925, Lugoj – d. 30 mai 1997, Kumamoto) a fost un antrenor de handbal din România.
Și-a început cariera în orașul natal, fiind cunoscut ca Johnny Kunst. A antrenat apoi și echipe feminine, de exemplu Știința ICF București, cu care a câștigat Campionatul Național la handbal în 11 în 1952.
Ca antrenor al echipei CCA Steaua București a câștigat multiple campionate naționale, iar ca antrenor al echipei naționale de seniori a câștigat, printre altele, medalia de argint la Campionatul Mondial din Austria la handbal în 11.
Kunst-Ghermănescu, care a fost antrenor emerit și profesor universitar, a fost o perioadă de timp președinte al Federației Române de Handbal (1973-1986, 1990-1992). A deținut și titlul de „Maestru al Sportului”.
Între 1976 și 1992 a fost membru al consiliului și președinte al comisiei de antrenori și metodică din cadrul Federației Internaționale de Handbal.
În octombrie 1990 i-a fost acordat „Ordinul Olimpic” de către Comitetul Internațional Olimpic (CIO).
Kunst-Ghermănescu a fost invitat de Federația IHF la Campionatul Mondial de Handbal din 1997, unde s-a stins în urma unui atac de cord suferit într-un hotel din Kumamoto, Japonia.
O sală de sport din Lugoj și Sala Polivalentă din București sunt numite în cinstea lui.

## Distincții
- Medalia Muncii (3 septembrie 1962) „pentru contribuția adusă la dezvoltarea mișcării de cultură fizică și sport în Forțele Armate ale Republicii Populare Romîne, cît și pe plan național”[7]
- Ordinul „Meritul Sportiv” clasa I (29 martie 1974) „pentru comportarea remarcabilă și ocuparea locului I la Campionatul mondial de handbal masculin – ediția 1974 –, precum și pentru contribuția deosebită adusă la dezvoltarea acestui sport și la creșterea prestigiului sportului românesc pe plan internațional”[8]
- Ordinul „Meritul Sportiv” clasa a III-a (15 aprilie 1981) „pentru rezultatele deosebite obținute la Jocurile olimpice de vară de la Moscova – 1980, precum și pentru contribuția adusă la dezvoltarea activității sportive și la creșterea prestigiului sportului românesc pe plan internațional”[9]

## Scrieri
- Teoria și metodica handbalului (coautor), București, 1983
- Handbal în 7, București, 1966
- Curs de handbal, 1968
- Handbal:Tehnica și tactica jocului, 1978
- Handball: technique-tactics-rules de Fritz și Peter Hattig; în colaborare cu Ioan Kunst-Ghermănescu, Federația Internațională de Handbal, Falken Verlag, Niederhausen, Germania, 1979.